# Venusia cambrica
Venusia cambrica Curtis, 1839 è un lepidottero appartenente alla famiglia Geometridae, diffuso in Eurasia e America Settentrionale.